# Aeropuerto de Rijeka
El Aeropuerto de Rijeka (en croata: Zračna luka Rijeka) (IATA: RJK, OACI: LDRI) es un aeropuerto que sirve a la ciudad de Rijeka, en Croacia. Está localizado en la isla de Krk, a 27 km de la estación ferroviaria de Rijeka. Es operado en su mayoría por aerolíneas europeas de bajo coste, que realizan viajes turísticos a través del norte de la costa croata. El aeropuerto tuvo 210.000 pasajeros en 2006.

## Aerolíneas y destinos

Mapa que muestra la ubicación de los Aeropuertos de Croacia.

| Aerolíneas       | Destinos                                                            |
| ---------------- | ------------------------------------------------------------------- |
| Air Serbia       | Estacional: Belgrado                                                |
| airBaltic        | Estacional: Riga                                                    |
| Condor           | Estacional: Düsseldorf, Fráncfort                                   |
| Croatia Airlines | Munich                                                              |
| easyJet          | Estacional: Berlín, Londres–Gatwick                                 |
| Eurowings        | Estacional: Berlín, Colonia/Bonn, Düsseldorf, Hamburgo, Stuttgart   |
| Lufthansa        | Estacional: Fráncfort, Munich                                       |
| Ryanair          | Estacional: Bérgamo, Charleroi, Londres–Stansted, Estocolmo–Arlanda |
| Trade Air        | Dubrovnik, Osijek, Split, Zadar                                     |
| Transavia        | Estacional: Eindhoven                                               |

## Estadísticas
| Año  | Pasajeros | Cambios | Movimientos de aeronaves | Cambios | Carga     | Cambios   |
| ---- | --------- | ------- | ------------------------ | ------- | --------- | --------- |
| 2011 | 84,713    | 28.32%  | 2,680                    | 32.84%  |           |           |
| 2012 | 77,082    | 7.77%   | 2,290                    | 15.49%  |           |           |
| 2013 | 142,975   | 93.47%  | 2,653                    | 17.13%  |           |           |
| 2014 | 106,235   | 26.82%  | 2,378                    | 10.37%  |           |           |
| 2015 | 139,718   | 37.06%  | 4,014                    | 68.80%  |           |           |
| 2016 | 145,297   | 3.99%   | 4,146                    | 3.29%   |           |           |
| 2017 | 142,111   | 2.2%    | 4,937                    | 19.1%   | 2,130,742 |           |
| 2018 | 183,606   | 29.2%   | 5,460                    | 10.6%   | 4,655,866 | 118.5%    |
| 2019 | 200,841   | 9.4%    | 4,942                    | 9.4%    | 1,025.879 | 78.0%     |
| 2020 | 27,680    | 86.22%  | 3,360                    | 32.01%  | 259,226   | 74,73%    |
| 2021 | 56,388    | 103.71% | 4,286                    | 27.55%  | 56        | 99,98%    |
| 2022 | 164,086   | 190.99% | 4,392                    | 2.47%   | 41,077    | 73251.78% |
| 2023 | 154,367   | 5.92%   |                          |         |           |           |
| 2024 | 145,148   | %       |                          |         |           |           |

## Incidentes y accidentes
- El 23 de mayo de 1971, el vuelo 130 de Aviogenex se estrelló al aproximarse al aeropuerto de Rijeka debido a un aterrizaje brusco en malas condiciones meteorológicas,[11][12] muriendo 78 personas y dejando cinco sobrevivientes. Entre las víctimas se encontraba el famoso poeta croata Josip Pupačić, su esposa y su hija.